# Federazione cestistica del Kazakistan
La Federazione cestistica del Kazakistan è l'ente che controlla e organizza la pallacanestro in Kazakistan.
La federazione controlla inoltre la nazionale di pallacanestro del Kazakistan. Ha sede a Almaty e l'attuale presidente è Askar Smankulov.
È affiliata alla FIBA dal 1992 e organizza il campionato di pallacanestro del Kazakistan.